# 塗装技能士
塗装技能士（とそうぎのうし）とは、国家資格である技能検定制度の一種で、都道府県職業能力開発協会（問題作成等は中央職業能力開発協会）が実施する、塗装に関する学科及び実技試験に合格した者をいう。

## 概要
塗装技能士は塗装技術を認定する国家資格で名称独占資格である。検定試験では「木工塗装作業」、「建築塗装作業」、「金属塗装作業」、「噴霧塗装作業」、「鋼橋塗装作業」に分かれる。
等級には、1級及び2級があり、それぞれ上級技能者、中級技能者が通常有すべき技能の程度と位置づけられている。
資格を取得するためには、技能検定の実技試験と学科試験の両方の試験に合格することが必要である。

## 受検資格
- 1級：実務経験7年以上
- 2級：実務経験2年以上
- 3級：実務経験6ヶ月以上

※職業訓練歴や学歴により実務年数は異なる。
塗装には特級は現在存在しない。

## 試験内容

### 学科試験

#### 試験形式
- 特級：五肢択一方式(50問、試験時間＝2時間)
- 1級：真偽法及び四肢択一法(50問、試験時間＝1時間40分)
- 2級：真偽法及び四肢択一法(50問、試験時間＝1時間40分)
- 3級：真偽法、問題数(30題、試験時間＝1時間)

### 実技試験
実技試験は作業職種ごとに行われる。

#### 木工塗装作業
- 1級：2枚の見本板及び2枚の見本紙に基づいて調色し、3枚の合板に次に掲げる塗装を行う。

1. 刷毛塗りの着色仕上げ後、刷毛塗り2回仕上げを行う。
2. 刷毛塗り及び吹付け塗りにより、不透明塗装仕上げを行う。
3. さん付きの合板に、刷毛塗りの着色仕上げ後、その一部に吹付け塗りを行う。

試験時間＝5時間
- 2級：2枚の見本板に基づいて調色し、2枚の合板に次に掲げる塗装を行う。

1. さん付きの合板に、刷毛塗り着色仕上げ後、その一部に吹付け塗りを行う。
2. 刷毛塗りの着色仕上げ後、刷毛塗り2回仕上げを行う。

試験時間＝5時間

#### 建築塗装作業
- 1級

1. ラワン合板に、合成樹脂エマルション系複層塗材塗装(凸部処理を含む。)を行う。
2. ラワン合板に、刷毛によりつや有合成樹脂エマルションペイント(2回塗り)塗装並びにローラーブラシにより合成樹脂エマルションペイント塗装(パテ地付けを含む。)を行う。
3. 吹付け塗装によるスプレーパターン作成を行う。

試験時間＝4時間58分
- 2級

1. ラワン合板に、合成樹脂エマルション系複層塗材塗装を行う。
2. ラワン合板に、刷毛によりつや有合成樹脂エマルションペイント(2回塗り)塗装並びにローラーブラシにより合成樹脂エマルションペイント塗装(パテ地付けを含む。)を行う。
3. 吹付け塗装によるスプレーパターン作成を行う。

試験時間＝4時間58分

#### 金属塗装作業
- 1級

1. 鋼板で製作した角筒(200mm×100mm×450mm)の外面に、下塗り及びパテ付けを行う。
2. 見本板に基づいて調色したラッカーエナメル被塗装物に、与えられたメタリック塗装で吹付け塗り仕上げする。

試験時間＝4時間30分
- 2級

1. 鋼板で製作した角筒(200mm×100mm×450mm)の外面に、下塗り及びパテ付けを行う。
2. 見本板に基づいて調色したものを、被塗装物に吹付け塗り仕上げする。

試験時間＝4時間30分

#### 噴霧塗装作業
- 1級：軟鋼板をV形にした被塗装物に、エアスプレーガンによる噴霧塗装と、エアレス及び静電による噴霧塗装の3作業を行う。試験時間＝2時間30分
- 2級：軟鋼板をV形にした被塗装物に、エアスプレーガンによる噴霧塗装と、エアレス又は静電のいずれかによる噴霧塗装の2作業を行う。試験時間＝2時間

#### 鋼橋塗装作業
- 1級

1. 電動工具及び手工具による旧塗膜の除去
2. 塗料の粘度調整
3. 旧塗膜を除去した面の塗装
4. 塗膜厚の測定

試験時間＝1時間
- 2級

1. 電動工具及び手工具による旧塗膜の除去
2. 塗料の粘度調整
3. 旧塗膜を除去した面の塗装

試験時間＝50分

## 取得後の称号
技能検定に合格すると等級に応じて技能士の称号が付与される。なお、資格を表記する際には「1級塗装技能士」、「2級塗装技能士」のように等級を明示する必要がある。等級の非表示、等級表示位置の誤り、職種名の省略表示などは不可である。
なお職業能力開発促進法により、塗装技能士資格を持っていないものが塗装技能士と称することは禁じられている。